# Phaenognatha angusta
Phaenognatha angusta är en skalbaggsart som beskrevs av Gilbert John Arrow 1909. Phaenognatha angusta ingår i släktet Phaenognatha och familjen Aclopidae. Inga underarter finns listade i Catalogue of Life.